# San Pietro Infine
San Pietro Infine è un comune italiano di 773 abitanti della provincia di Caserta in Campania.

## Geografia fisica

### Territorio
San Pietro Infine occupa l'angolo settentrionale della provincia di Caserta che si incunea tra Lazio e Molise. Condivide con Lacedonia, San Bartolomeo in Galdo e il confinante Mignano Monte Lungo la particolarità di essere uno dei quattro comuni campani il cui territorio confina con due regioni. L'antico borgo è arroccato su di uno sperone di roccia immerso in un territorio verdeggiante. I ritrovamenti di conchiglie fossilizzate nella pietra calcarea, che qui veniva estratta per le costruzioni, attestano forse che anticamente lo sperone era sommerso da un lago.

## Origini del nome
Indubbiamente legato al culto di San Pietro, il toponimo include in fine per riferirsi alla posizione di confine che occupava questo territorio quando faceva parte della Terra di San Benedetto. Secondo alcuni Infine deriva da ad flexum, "presso la curva".

## Storia
Il territorio dal IV al III secolo a.C. era conteso tra Osci e Sanniti: ci sono pervenute infatti delle mura presso Sant'Eustachio e sul colle Marena-Falascosa. Nella terza guerra sannitica venne conquistato e colonizzato dai romani. Probabilmente a causa delle devastazioni barbariche subite durante l'Alto Medioevo, non ci sono pervenute testimonianze degli insediamenti romani.
Il borgo ha origine medioevale: rimangono ancora gli stretti vicoli a gradoni e alcune case di pietra calcarea con tetti lignei, ma questi sono solo pochi resti perché San Pietro Infine fu distrutto da quindici giorni di bombardamenti nel 1944. Per il territorio di San Pietro Infine di rilevante influenza furono i monasteri di San Vincenzo al Volturno e di Montecassino. San Pietro Infine fece parte della Terra di San Benedetto e ancor oggi appartiene alla diocesi cassinate. La posizione protetta ha tenuto lontano il centro dagli eventi tumultuosi della Provincia di Terra di Lavoro; al momento dell'Unità d'Italia, la stessa posizione ha favorito la diffusione dei briganti, tra i quali è rimasto famoso Domenico Fuoco.
La Seconda guerra mondiale decimò la popolazione. Durante i bombardamenti della battaglia del dicembre 1943 molti Sanpietresi si rifugiarono in quelle che vennero chiamate "grotte della valle", alcuni si rifugiarono sul monte Sambucaro. Le immagini di quei tetri momenti sono state ritratte nel documentario The Battle of San Pietro di John Huston. Sul tratto della Linea Gustav che comprendeva San Pietro Infine e Mignano Monte Lungo per la prima volta i soldati italiani combatterono al fianco degli alleati.
Nel 1950 iniziò un piano di ricostruzione che diede ai Sanpietresi superstiti un nuovo centro dove vivere, ma collocato più a valle. Nel 1959 Mario Monicelli vi girò alcune scene del film La grande guerra.

### Commemorazioni
Ogni anno si commemora l'anniversario della Battaglia con una cerimonia solenne alla quale partecipano le più alte cariche militari italiane e statunitensi. Nel 2023, in occasione dell'ottantesimo anniversario, grazie alla collaborazione con l'Accademia Italiana di Studi Numismatici, sono stati stampati alcuni testi, tra cui una ampia pubblicazione riguardo la circolazione monetaria in Italia durante la seconda guerra mondiale, a cura dell'ing. Gerardo Vendemia e una medaglia creata dalla scultrice Loredana Pancotto, raffigurante la chiesa di San Michele, parzialmente distrutta durante la guerra, oggi simbolo di quel tragico evento e cuore del Parco-Museo.

### Simboli
Lo stemma è stato riconosciuto con DPCM del 14 agosto 1959.
Lo stemma è d'azzurro, alle due chiavi decussate, con gli ingegni all'ingiù, la chiave in banda, d'oro e attraversante, la chiave in sbarra, d'argento, sormontate da una mitra papale d'argento.
Il gonfalone, concesso con DPR del 2 settembre 1959, è un drappo partito di bianco e di azzurro.

### Onorificenze
La medaglia d'argento concessa con D.P.R. del 26 luglio 2000 è revocata dal presente conferimento.

## Monumenti e luoghi d'interesse

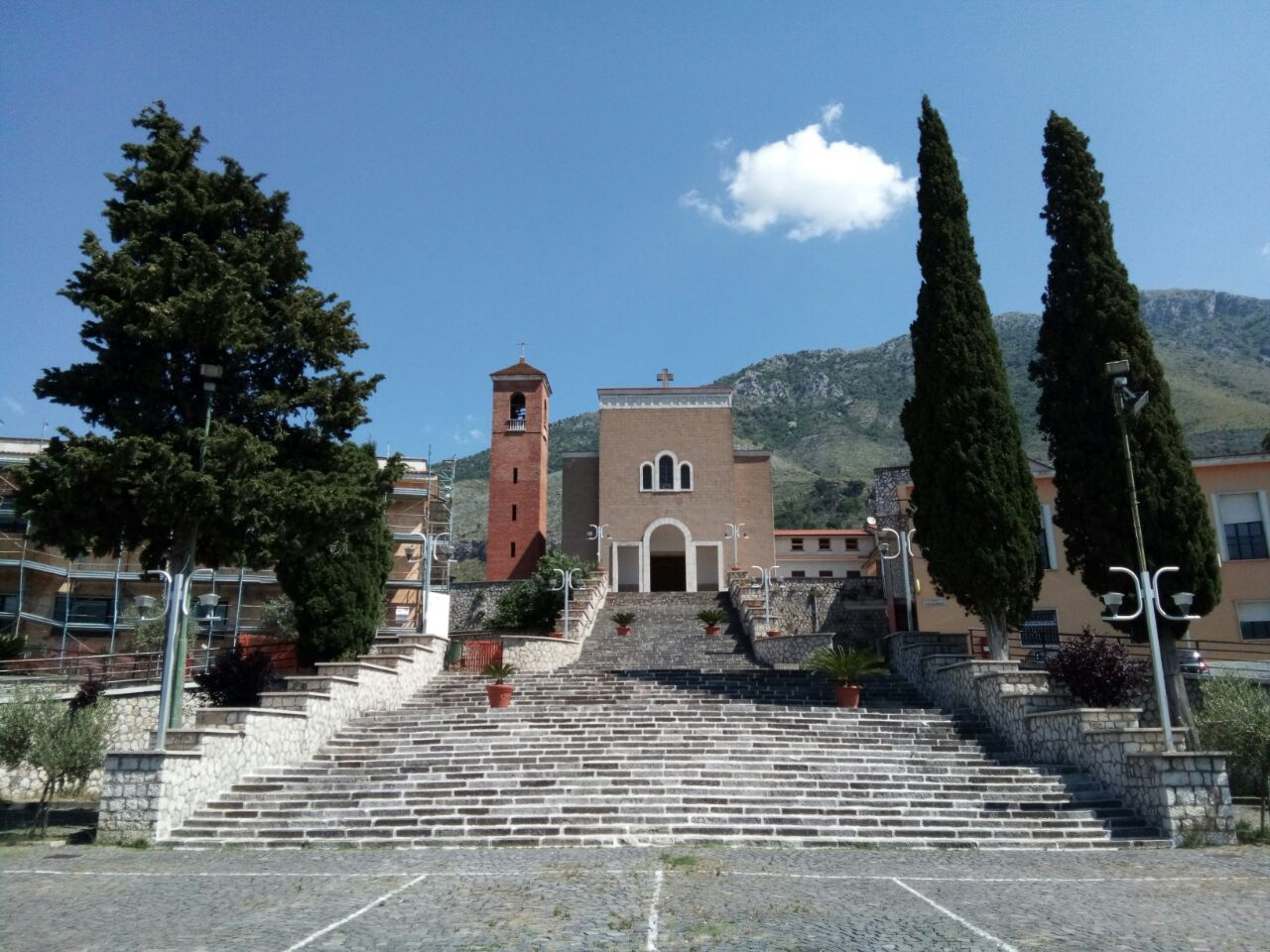
Piazza Risorgimento e la chiesa di San Nicola

- La chiesa di San Michele con pianta a croce latina a tre navate aveva un ingresso riservato agli uomini ed uno alle donne sul transetto incorniciato da un portale cinquecentesco.
- L'arco dei baroni di stile gotico è costituito da volte a sesto acuto di epoche diverse. Era con tutta probabilità l'accesso all'antico castello. Vi è ancora parte degli affreschi di tema religioso che lo decoravano.
- La chiesa della Madonna dell'Acqua con pianta rettangolare e volta a botte, ha la facciata con campanili laterali; la ristrutturazione è stata in parte finanziata dagli emigranti sampietresi.
- La chiesa di San Nicola si trova nel nuovo centro.
- Monumento nazionale Parco della memoria storica, con museo multimediale progettato e allestito dal noto scenografo Carlo Rambaldi. Nel Parco della Memoria Storica e nel Museo viene tenuto un festival del cinema la cui prima edizione ha come titolo “Storie nella Storia”.

## Società

### Evoluzione demografica

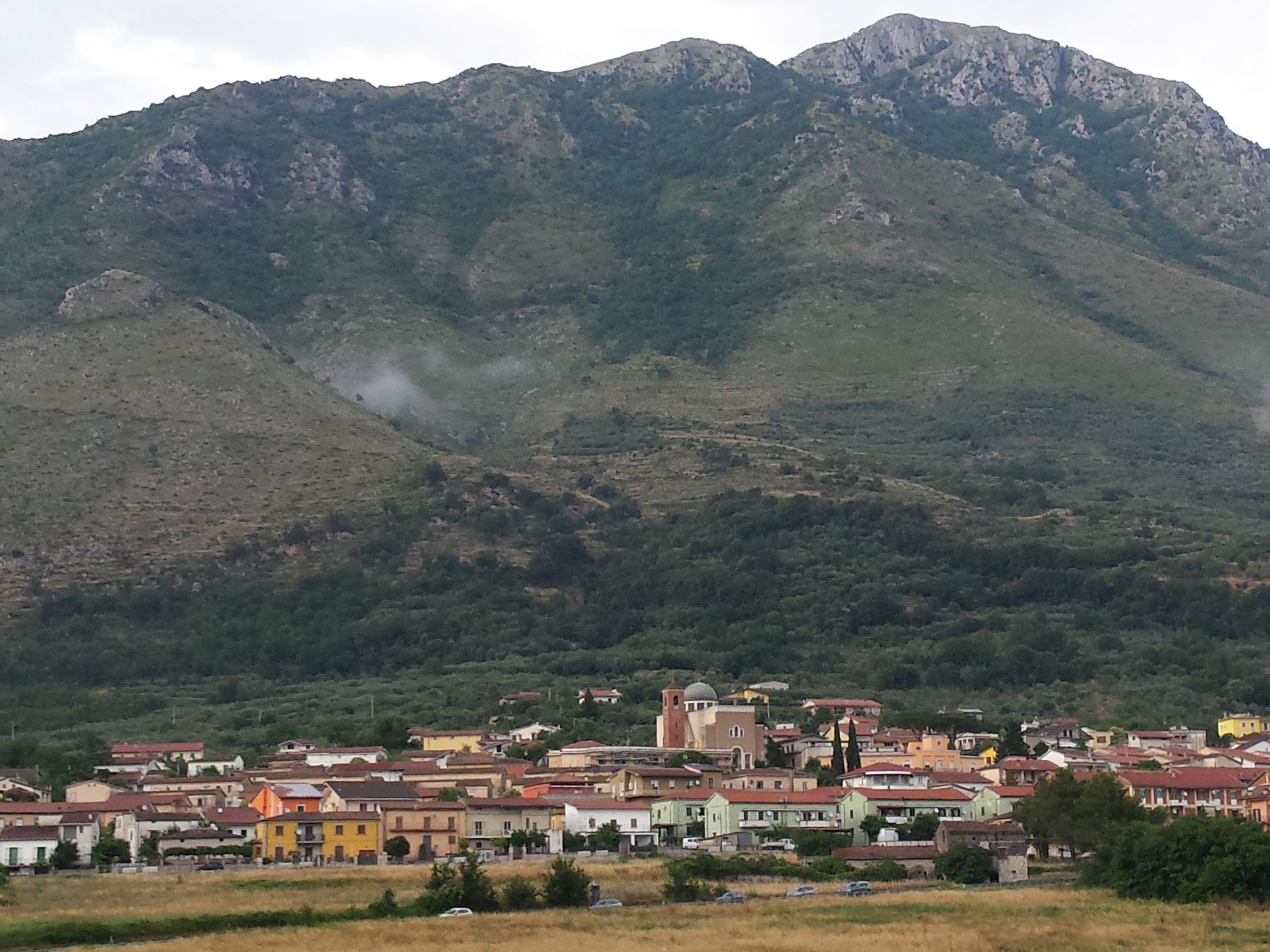
San Pietro Infine

Abitanti censiti

### Religione
La popolazione professa per la maggior parte la religione cattolica e afferisce alla Diocesi di Sora-Cassino-Aquino-Pontecorvo, ma fino all'anno 2014 faceva parte della diocesi dell'Abbazia di Montecassino.

## Infrastrutture e trasporti
Il comune è interessato dalla strada statale 6 Via Casilina e dalla sua diramazione per Venafro. Inoltre, è stata costruita nel 2001 ma mai attivata la stazione di San Pietro Infine sulla ferrovia Rocca d'Evandro-Venafro.